# Lyle Alzado
Lyle Alzado (Brooklyn, 3 de abril de 1949 – Portland, 14 de maio de 1992) foi um jogador profissional de futebol americano estadunidense.

## Carreira
Lyle Alzado foi campeão da temporada de 1983 da National Football League jogando pelo Los Angeles Raiders, cuja denominação atual é  Oakland Raiders.
Alzado admitiu que fez uso contínuo de esteróides anabolizantes em sua carreira.